# 第4偵察戦闘大隊
第4偵察戦闘大隊（だいよんていさつせんとうだいたい、JGSDF 4th Reconnaissance Combat Battalion）は、陸上自衛隊福岡駐屯地（福岡県春日市）に駐屯する第4師団隷下の機甲科（偵察戦闘）部隊である。

## 概要
大隊長は2等陸佐が充てられ、第4師団の情報収集専任部隊として第4師団の行動に必要な情報を偵察警戒車、軽装甲機動車や偵察用オートバイなどの車両や各種偵察用器材を使用して情報収集する任務にあたる偵察中隊と機動戦闘車を装備し戦闘任務にあたる戦闘中隊からなる。
26中期防に基づく戦車の削減事業に基づき、西部方面戦車隊（旧第4戦車大隊）の一部と第4偵察隊を統合した部隊である。全国の偵察部隊として初めて16式機動戦闘車を装備・運用する部隊となった。部隊マークは偵察中隊を表したペガサスと、戦闘中隊を表したユニコーンを併せ、鬣にcavalry（騎兵）を隠し文字としたデザインである。

## 沿革
第4管区隊偵察中隊
- 1951年（昭和26年）5月1日：小倉の曾根駐屯地において第4管区隊偵察中隊が編成。
- 1952年（昭和27年）1月26日：第4管区隊偵察中隊が曾根駐屯地から福岡駐屯地へ移駐。
- 1954年（昭和29年）9月10日：管区隊の改編に伴い、部隊改編。第4管区隊偵察中隊が福岡駐屯地から健軍駐屯地へ移駐。
- 1956年（昭和31年）1月26日：第4管区隊偵察中隊が健軍駐屯地から、新たに開庁した湯布院駐屯地に移駐[3]。

第4偵察隊
- 1962年（昭和37年）
  - 8月15日：第4管区隊の第4師団への改編に伴い、第4偵察中隊が第4偵察隊に称号変更。
  - 8月25日：第4偵察隊が湯布院駐屯地から福岡駐屯地に移駐。
- 2003年（平成15年）3月27日：軽装甲機動車が配備。後方支援体制変換に伴い、整備部門を第4後方支援連隊第2整備大隊偵察直接支援小隊へ移管。
- 2017年（平成29年）4月4日：福岡駐屯地において「平成29年度偵察戦闘大隊編成完結式」を実施[4]。
- 2019年（平成31年）3月25日：第4偵察隊（福岡駐屯地）が廃止。

第4偵察戦闘大隊
- 2019年（平成31年）3月26日：第4偵察隊に西部方面戦車隊第3戦車中隊（16式機動戦闘車・96式装輪装甲車を装備）の一部を編合し第4偵察戦闘大隊に改編[5]。同日改編の第4後方支援連隊第2整備大隊偵察戦闘直接支援隊が整備支援。

## 部隊編成
- 第4偵察戦闘大隊本部
- 本部管理中隊「4偵戦-本」：16式機動戦闘車、82式指揮通信車、1トン半救急車
- 偵察中隊「4偵戦-偵」：87式偵察警戒車、軽装甲機動車、偵察用オートバイ、地上レーダ装置1号(改) JTPS-P23
- 戦闘中隊「4偵戦-戦」：16式機動戦闘車、96式装輪、、軽装甲機動車、偵察用オートバイ

## 整備支援部隊
第4偵察隊
- 第4後方支援連隊第2整備大隊偵察直接支援小隊「4後支-2-偵」（福岡駐屯地）：2003年（平成15年）3月27日から2019年（平成31年）3月25日の間。

第4偵察戦闘大隊
- 第4後方支援連隊第2整備大隊偵察戦闘直接支援隊「4後支-2-偵戦」（福岡駐屯地）：2019年（平成31年）3月26日から

## 主要装備
- 16式機動戦闘車
- 87式偵察警戒車
- 96式装輪装甲車
- 82式指揮通信車
- 軽装甲機動車
- 地上レーダ装置1号(改) JTPS-P23
- 偵察用オートバイ
- 1/2tトラック / 73式小型トラック
- 1 1/2tトラック / 73式中型トラック
- 3 1/2tトラック / 73式大型トラック
- 1トン半救急車
- スカイレンジャー（UAV）
- 89式5.56mm小銃
- M6C-210(60mm迫撃砲)